# عبد الرحمان مزيان الشريف
عبد الرحمان مزيان الشريف، المولود عام 1938 في العلمة، مجاهد سابق ومسؤول جزائري سام. متزوج من رحيمة سالم ولديه ثلاث بنات.
عند الاستقلال، عين إطارا في وزارة الداخلية، ثم مديرًا للطاقة والصناعة في ولاية الجزائر العاصمة بين عامي 1971  و1979، قبل تعيينه وزيرا للداخلية عام 1994.

## وظائف
- 1979 - 1980، والي الجلفة.[3]
- 1981 - 1985، والي بجاية.[4]
- 1985 - 1989، والي قالمة.[5]
- 1989 - 1990، والي عين الدفلى.[6]
- 1992، والي الجزائر.
- 1992 - 1994، القنصل العام للجزائر في فرانكفورت.
- 1994 - 1995، وزير الداخلية والجماعات المحلية والبيئة والإصلاح الإداري.
- 1995 - 2004، سفير لدى الجمهورية التشيكية
- 2004 - 2010، القنصل العام للجزائر في باريس